# Bir al-Basha
Bir al-Basha (àrab: بئر الباشا, Biʾr al-Bāxā) és una vila palestina de la governació de Jenin a Cisjordània, al nord de la vall del Jordà, a 15 kilòmetres al sud-oest de Jenin. Segons el cens de l'Oficina Central Palestina d'Estadístiques (PCBS), Bir al-Basha' tenia 1.307 habitants en 2007.